# Angel Miners & the Lightning Riders
Angel Miners & the Lightning Riders è il quarto album in studio del gruppo musicale statunitense Awolnation, pubblicato nel 2020.

## Tracce
1. The Best – 3:43
2. Slam (Angel Miners) – 4:48
3. Mayday!!! Fiesta Fever (featuring Alex Ebert) – 3:42
4. Lightning Riders – 3:50
5. California Halo Blue – 3:53
6. Radical – 3:38
7. Battered, Black, & Blue (Hole in My Heart) – 3:15
8. Pacific Coast Highway in the Movies (featuring Rivers Cuomo of Weezer) – 3:55
9. Half Italian – 4:23
10. I'm a Wreck – 4:11

## Formazione
- Aaron Bruno (AWOL) – voce, chitarra
- Isaac Carpenter – batteria, cori
- Zach Irons – chitarra, cori
- Daniel Saslow – programmazioni, tastiera
- Michael Goldman – basso, cori